# CBI (기업)
CBI는 대한민국의 자동차 부품 제조 기업이다. 본사는 인천광역시 남동구 남동대로 208 남동공단2단지 71BL 16LT에 위치해 있다. 대표이사는 오경원이다.  '크라이슬러 펜타스타 엔진용 부품'과 '텐셔너바디 부품'을 보그와너 미국법인에 독점 공급해왔다

## 역사
2021년 6월에 청보산업에서 현재의 상호로 변경하였다.

## 투자
지비이노베이션의 상환전환우선주(RCPS)에 100억원을 투자했다.

## 참고 문헌
1. ↑  CBI, CB 풋옵션 도미노 우려…짙어지는 '좀비기업' 낙인, IB토마토, 2024-05-28
2. ↑  최양해, CBI "내년 자동차 부품 사업 성장 자신", 딜사이트, 2023.12.19
3. ↑  박기영, CBI "쌍전광산 연간 텅스텐 정광 800톤 생산…오는 10월 본생산" , 머니투데이, 2024.06.17